# Catedral metropolitana de San José

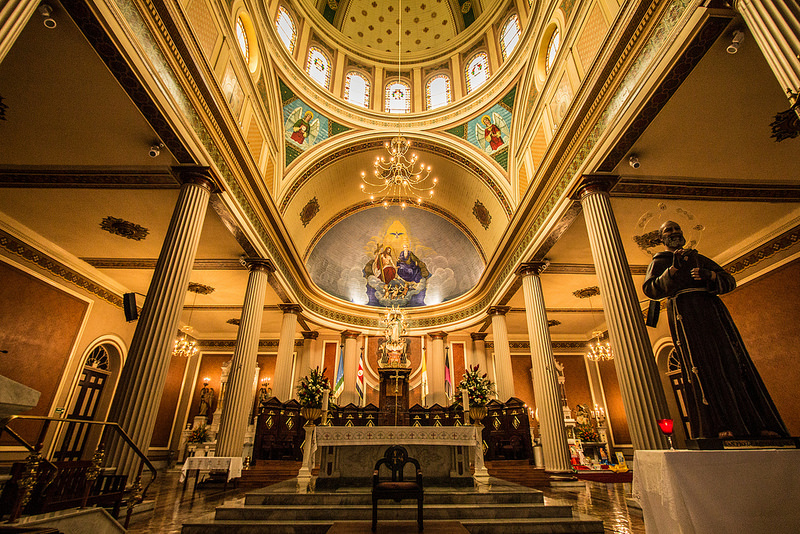
Interior de la Catedral, con dirección al altar mayor.

La Catedral Metropolitana de San José es la iglesia principal de la arquidiócesis católica de San José, en Costa Rica, y sede del arzobispo metropolitano.

## Historia

### Orígenes
En el año 1813, las Cortes españolas le dieron a San José el título de ciudad y, como tal, requería de un templo que le hiciera honor a la fe católica. Esta fue la razón por la que se decidió construir la actual catedral metropolitana. La construcción de este primer templo se inició en 1825 bajo la supervisión de Eusebio Rodríguez, quien había diseñado un templo más largo y más ancho con paredes de calicanto. La iglesia se inauguró en 1827 y recibió el título de catedral en 1850, cuando monseñor Anselmo Llorente y La Fuente fue nombrado primer obispo de Costa Rica.

### Años 1870-1880
La estructura inaugurada en 1827 resultó afectada por varios sismos, pero no fue hasta 1871 que monseñor Llorente y el Cabildo eclesiástico le encargaron al arquitecto José Quirce y al carpintero Manuel Conejo realizar un estudio del estado del templo.
Los expertos recomendaron en ese entonces cambiar el techo, que era de caña, barro y madera, pues estaba en mal estado.
Más tarde, en 1871, murió monseñor Llorente, y en su lugar fue nombrado el padre Domingo Rivas, quien contrató a Quirce para que hiciera los planos del templo. Quirce renunció un año más tarde, y al mando quedó el carpintero guatemalteco, Ramón Estrada.
Estrada concluyó la obra en 1878, se hizo cargo de los planos finales y de la creación de la cúpula, el púlpito, el coro y detalles como las columnas.
Un año más tarde un sismo sacudió el país y la estructura resultó afectada. Esto implicó que se tuvieran que demoler los campanarios de mampostería y se tomara la decisión de colocar unos campanarios europeos de metal, que eran bastante livianos, aunque su tamaño era desproporcionado con el volumen del resto del edificio.

### Años 70's
En el año de 1972, con la ampliación de la avenida segunda, se llevaron a cabo movimientos mecanizados de tierra en el sector norte del terreno de la Santa Iglesia Catedral Metropolitana. El  edificio de calicanto del Sagrario, que databa de mediados del siglo XIX tuvo que ser demolido y una réplica, de concreto se construyó más cerca del cuerpo principal de la iglesia. Esto motivó el traslado de los restos mortuorios de varios religiosos que yacían en un mausoleo especial. Con los movimientos de la tierra se hallaron restos humanos. Eran a claras luces enterramientos del camposanto de finales del periodo colonial (1776-1813).

### Años 90's
Con los terremotos de 1990 y 1991 se hizo un trabajo de reforzamiento a la catedral y se reconstruyeron los campanarios originales en concreto armado.